# Ramon Bergadà i Panadès
Ramon Bergadà i Panadès (Tarragona, 1838-1894) fou un notari que exercí a Vulpellac (1866-1867), Alcover (1867-1883), Montblanc (1883-1885) i Tarragona (1885-1894).
Fou el promotor de l'Agrupació Catalanista de Tarragona, signà el Missatge a la Reina Regent (1888) i, dins la Unió Catalanista, fou nomenat delegat a l'Assemblea de Manresa (1892).